# Ann Chapman

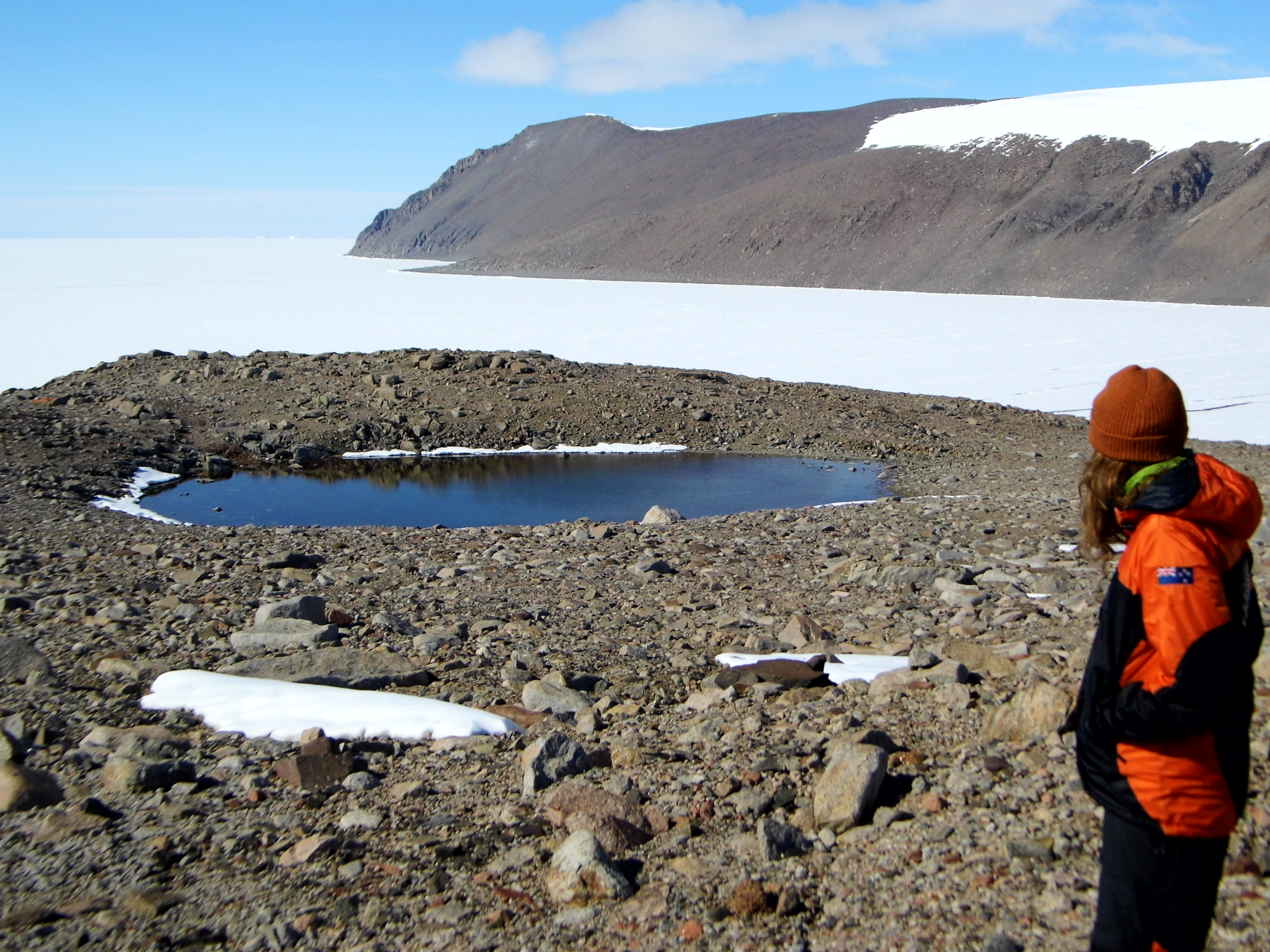
Lago Chapman en la Antártida, nombrado así en homenaje a Chapman.

Margaret Ann Chapman, más conocida como Ann Chapman (14 de enero de 1937 - 23 de mayo de 2009) fue una limnóloga, una de las primeras científicas de Nueva Zelanda en visitar la Antártida, y la primera mujer en dirigir una expedición científica a la Antártida. El lago Chapman, en la dependencia de Ross en la Antártida, recibió su nombre como homenaje a Ann Chapman. Chapman pasó la mayor parte de su carrera docente en la Universidad de Waikato.

## Primeros años y educación
Chapman nació en Dunedin el 14 de enero de 1937 y estudió en Southland Girls 'High School y en Otago Girls' High School.
Se graduó con una Maestría en Ciencias en la Universidad de Otago en 1960; su tesis fue sobre la taxonomía y la ecología de los  ostrácodos de agua dulce de Nueva Zelanda. Trabajó en la Junta de Agua de Sídney en Australia antes de mudarse a Escocia para estudiar un doctorado en la Universidad de Glasgow , que completó en 1965. Su tesis doctoral se tituló «Estudios ecológicos en el zooplancton de Loch Lomond».

## Carrera
Trabajó en la Universidad de Glasgow y en la Universidad de Auckland antes de ser nombrada profesora titular en la Universidad de Waikato en 1970 y ascendió a Reader en 1975. Permaneció en la Universidad de Waikato hasta su jubilación en 1996.
En 1971 dirigió una expedición científica de tres semanas a la Antártida, que la convirtió en una de las primeras mujeres del continente y la primera mujer en dirigir una expedición antártica. El lago Chapman, cerca del puerto de Granite en la dependencia del mar de Ross en la Antártida, lleva el nombre de Chapman.
Chapman y Vida Stout fundaron la «Sociedad Limnológica de Nueva Zelanda» en 1967, ahora la «Sociedad de Ciencias de Agua Dulce de Nueva Zelanda».
Es coautora de la Guía de Crustáceos de agua dulce de Nueva Zelanda, publicada en 1976, con Maureen Lewis. En 2011 se publicó una versión actualizada en la que Chapman había estado trabajando antes de su muerte.

## Retiro
Después de su retiro en 1996, se celebró una sesión especial de conferencia en su honor, que resaltó en una sección especial en el New Zealand Journal of Marine and Freshwater Research publicado en 1999. En el prólogo del número especial, Chapman fue recordada por estar «muy relajada» con una "falta de respeto saludable a las reglas y regulaciones menores que acosan a las grandes instituciones, y estar dispuesta a cerrar los ojos ante las bromas de los estudiantes".
Los últimos años de Chapman estuvieron plagados de mala salud, pero convirtió su hogar de ancianos en una oficina y continuó escribiendo, incluso trabajando en un borrador de una versión actualizada de la guía de agua dulce Crustacea. Murió en  Hamilton el 23 de mayo de 2009.